# Trichomycterus pirabitira
Trichomycterus pirabitira es una especie de peces de la familia Trichomycteridae en el orden de los Siluriformes.

## Morfología
• Las especies pueden llegar alcanzar los 75,9 mm de longitud  total.

## Distribución geográfica
Se encuentra en el río Grande, curso superior del río Paraná (sureste del Brasil )